# Piotr Godyn
Piotr Godyn (zm. w 1714 roku) – profesor Akademii Zamojskiej, kustosz zamojskiej kapituły kolegiackiej, kanonik kanonii łabęckiej i murzyńskiej tej kapituły, proboszcz w Sitańcu.
Kanonik zamojski w 1698 roku, bakałarz sztuk wyzwolonych i filozofii.